# Neuenstein (Bade-Wurtemberg)
Pour les articles homonymes, voir Neuenstein.

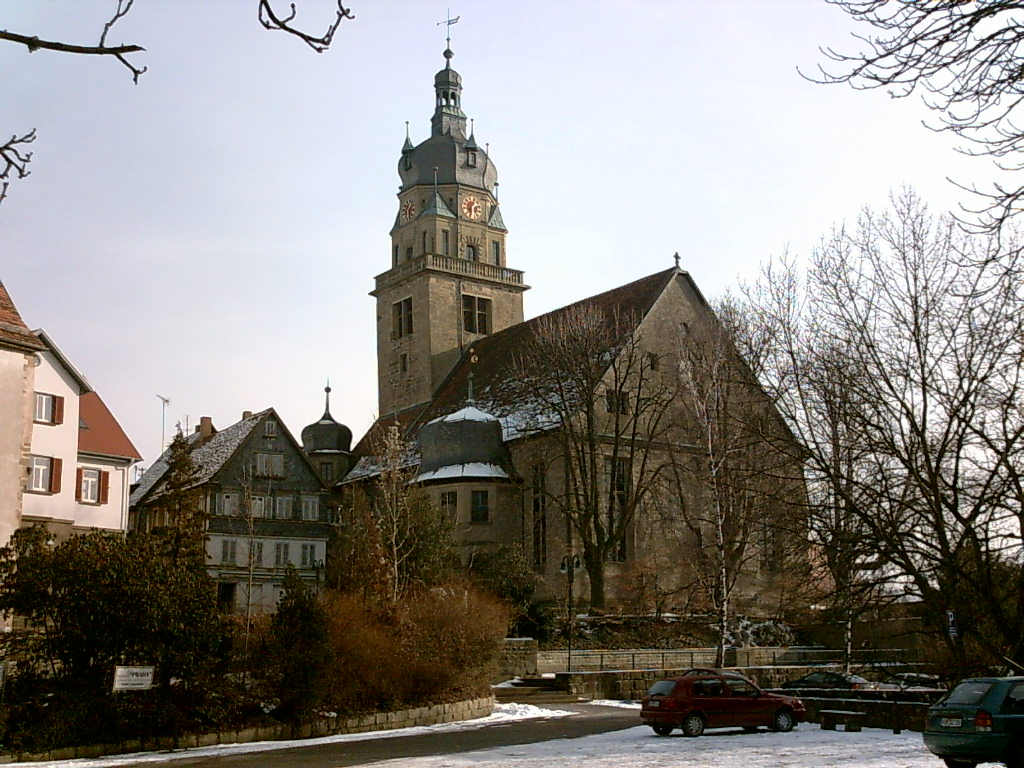
L'église luthérienne de Neuenstein

Neuenstein est une ville de Bade-Wurtemberg (Allemagne), située dans l'arrondissement de Hohenlohe, dans la région de Heilbronn-Franconie, dans le district de Stuttgart. Elle comprenait 6 291 habitants au 31 décembre 2008.

## Histoire
Les seigneurs de Stein, plus tard Neuenstein, font construire un château fort et des documents postérieurs datant de 1230 mentionnent leur titre de propriété. Le château et ses domaines passent ensuite au début du XVIe siècle aux mains des seigneurs de Hohenlohe qui agrandissent le château. Kraft III de Hohenlohe-Weikersheim obtient du futur empereur du Saint-Empire romain germanique, Charles de Luxembourg, récemment élu roi de Germanie, les privilèges de ville (Stadtrechte) en 1351. Il ceinture aussi la ville de remparts et de nouvelles défenses, tandis que des ateliers s'ouvrent et qu'un marché hebdomadaire se tient sur la place.
Neuenstein appartient jusqu'en 1553 à la lignée des Hohenlohe-Weikersheim, puis à la lignée des Hohenlohe-Neuenstein, devenue protestante. La région passe alors au luthéranisme. C'est le comte Louis-Casimir de Hohenlohe-Neuenstein qui fait bâtir le château de Neuenstein en style Renaissance. Après la mort du comte Wolfgang de Hohenlohe-Neuenstein en 1698, la ville et ses terres appartiennent à la branche des Hohenlohe-Öhringen. La résidence de la famille se transfère donc à Öhringen.
Lorsque Napoléon institue la confédération du Rhin en 1806 et remodèle les principautés et États allemands, les États des Hohenlohe disparaissent. La principauté de Hohenlohe-Neuenstein entre alors dans le nouveau royaume de Wurtemberg.

## Personnalités
- Wendel Hipler (1485-1526)
- Wolfgang de Hohenlohe-Neuenstein (1622-1698), maréchal de camp de l'armée impériale contre les Ottomans
- Éléonore-Claire de Hohenlohe-Neuenstein (1632-1709), comtesse née château de Neuenstein
- Sophie Reuschle (1891-1982), écrivain
- Friedrich Herrmann (1892-1954), homme politique (FDP)